# Andreas Bjørns Gade
Andreas Bjørns Gade er en gade i Indre By (København), som er opkaldt efter storkøbmanden Andreas Bjørn (1703-1750), der drev skibsværft og handel på Christianshavn. Gaden blev anlagt i 1899-1905 som en del af "Alladin-Kvarteret", tegnet af Erik Schiødte og Rogert Møller. Kvarteret husede arbejdere fra Holmen og Burmeister & Wain og er kendt for sine prangende facader mod kanalen, men også sine tætte gårdmiljøer.